# Андреа Броккардо
Андреа Броккардо (італ. Andrea Broccardo; нар. 18 грудня 1982, Асті) — італійський художник коміксів, який відомий своєю роботою у франшизі «Зоряні війни» та франшизі Marvel, зокрема над такими мальописами, як «Star Wars: Doctor Aphra», «Star Wars» (2015) та «The Amazing Spider-Man».

## Біографія
Андреа Броккардо народився 18 грудня 1982 року в Асті, Італія. У 1999—2000 роках він почав навчатися у Школі коміксів, а у 2004 — співпрацювати з невеликою незалежною італійською компанією La Compagnia del Comics. У 2013 році його помітив редактор Marvel Comics Честер Цебульський і почав співпрацювати як асистент Луїджі Пікатто. У 2015 році він вирушив на Comic Con до Нью-Йорка, де відновив контакти з редакторами Marvel Comics і заявив про роботу на Lucasfilm.